# العلاقات المالديفية المغربية
العلاقات المالديفية المغربية هي العلاقات الثنائية التي تجمع بين المالديف والمغرب.

## مقارنة بين البلدين
هذه مقارنة عامة ومرجعية للدولتين:
| وجه المقارنة                                              | المالديف       | المغرب                                 |
| --------------------------------------------------------- | -------------- | -------------------------------------- |
| المساحة (كم2)                                             | 298            | 710.85 ألف                             |
| عدد السكان (نسمة)                                         | 436.33 ألف     | 36.07 مليون                            |
| الكثافة السكانية (ن./كم²)                                 | 146.42 ألف     | 50.74                                  |
| العاصمة                                                   | ماليه          | الرباط                                 |
| اللغة الرسمية                                             | اللغة الديفهي  | اللغة العربية، أمازيغية معيارية مغربية |
| العملة                                                    | روفيه مالديفية | درهم مغربي                             |
| الناتج المحلي الإجمالي (بليون دولار)                      | 4.60 مليار     | 109.14 مليار                           |
| الناتج المحلي الإجمالي (تعادل القوة الشرائية) بليون دولار | 5.23 مليار     | 274.06 مليار                           |
| الناتج المحلي الإجمالي الاسمي للفرد دولار أمريكي          | 8.39 ألف       | 2.88 ألف                               |
| الناتج المحلي الإجمالي للفرد دولار أمريكي                 | 12.53 ألف      | 7.49 ألف                               |
| مؤشر التنمية البشرية                                      | 0.706          | 0.628                                  |
| رمز المكالمات الدولي                                      | +960           | +212                                   |
| رمز الإنترنت                                              | .mv            | .ma                                    |
| المنطقة الزمنية                                           | ت ع م+05:00    | ت ع م+01:00                            |

## منظمات دولية مشتركة
يشترك البلدان في عضوية مجموعة من المنظمات الدولية، منها:
| علم المنظمة | اسم المنظمة                        | تاريخ انضمام المالديف | تاريخ انضمام المغرب |
| ----------- | ---------------------------------- | --------------------- | ------------------- |
|             | الاتحاد البريدي العالمي            | ?                     | ?                   |
|             | مؤسسة التنمية الدولية              | 13 يناير 1978         | 29 ديسمبر 1960      |
|             | البنك الدولي للإنشاء والتعمير      | 13 يناير 1978         | 25 أبريل 1958       |
|             | منظمة التجارة العالمية             | ?                     | 1995                |
|             | يونسكو                             | 18 يوليو 1980         | 7 نوفمبر 1956       |
|             | منظمة التعاون الإسلامي             | ?                     | 25 سبتمبر 1969      |
|             | وكالة ضمان الاستثمار متعدد الأطراف | 19 مايو 2005          | 17 سبتمبر 1992      |
|             | منظمة حظر الأسلحة الكيميائية       | ?                     | ?                   |
|             | منظمة الشرطة الجنائية الدولية      | ?                     | ?                   |
|             | مؤسسة التمويل الدولية              | 2 فبراير 1983         | 30 أغسطس 1962       |
|             | الأمم المتحدة                      | 21 سبتمبر 1965        | 12 نوفمبر 1956      |
|             | الاتحاد الدولي للاتصالات           | 28 فبراير 1967        | 1 نوفمبر 1956       |

## وصلات خارجية
- موقع وزارة الخارجية المالديفية
- موقع وزارة الخارجية المغربية